# Alfred August Mortag

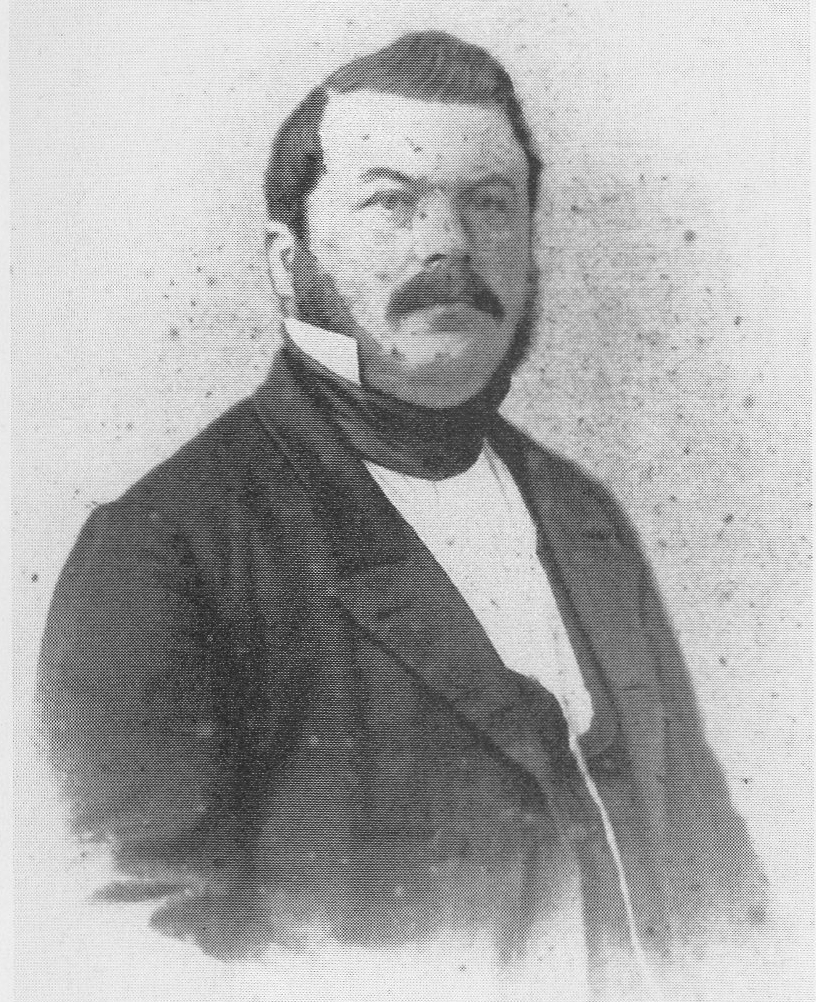
Alfred August Mortag

Alfred August Mortag (* 19. September 1824 in Gera; † 13. April 1892 in Greiz) war ein deutscher Richter, Verwaltungsbeamter und Politiker.

## Leben
Mortag war der Sohn des fürstlich reußischen Leibarztes und geheimen Medizinalrats Christian August Mortag und dessen Ehefrau Johanne Louise Amalie geborene Voigt aus Maßnitz bei Zeit. Er war evangelisch-lutherischer Konfession und blieb unverheiratet.
Er besuchte das Rutheneum in Gera und studierte dann Staats- und Rechtswissenschaften in Leipzig. Das Studium schloss er 1849 mit dem zweiten Staatsexamen sowie der Promotion zum Dr. jur. ab. Am 23. Januar 1849 wurde er als öffentlicher Notar im Fürstentum Reuß älterer Linie zugelassen und erhielt am 13. März 1849 die Zulassung als Advokat an den dortigen Untergerichten. Gleichzeitig erhielt er die Verwaltung des Patrimonialgerichts Gera übertragen. Er erwarb am 15. November 1649 die Bürgerrechte in Gera und wurde dort am 30. November 1856 Sekretär am Appellationsgericht Gera. Zum 1. Juli 1863 erhielt er die Ernennung als Aktuar am Justizamt Gera, wo er 1864 Justizamtmann wurde. Im selben Jahr wechselte er mit dem Titel eines Kanzleirates in den Vorstand der Ministerialkanzlei in Gera. 1865 wurde er Vorstand beim Justizamt Gera II und erhielt dort am 22. November 1866 den Titel Kreisgerichtsrat.
Mit den Reichsjustizgesetzen wurde im Deutschen Reich reichsweit eine einheitliche Gerichtsorganisation geschaffen. Mortag wurde als Landgerichtspräsident zum 1. Oktober 1879 an das Landgericht Greiz berufen. Vom 1. Juli 1888 bis zu seinem Tod am 13. April 1892 war er Regierungs- und Konsistorialpräsident von Reuß älterer Linie in Greiz.
Vom 22. November 1882 bis zum 11. November 1890 war er vom Fürsten ernanntes Mitglied im Greizer Landtag. Er war dort zeitweise Vizepräsident und von Anfang an Alterspräsident.

## Auszeichnungen
- Fürstliches goldenes Ehrenkreuz (1877)
- Wirklicher Geheimer Rat (1892)
- Fürstliches Zivil-Ehrenkreuz II Klasse (1877)
- Fürstlich lippischer Hausorden I. Klasse (1891)